# جيلدا غالان
جيلدا غالان (بالإنجليزية: Gilda Galán)‏ (16 يناير 1917 في الولايات المتحدة - 21 يونيو 2009، كارولينا، بورتوريكو في الولايات المتحدة)؛ كاتِبة، سيناريست، ممثلة كوميدية وشاعرة أمريكية.

## روابط خارجية
- جيلدا غالان على موقع IMDb (الإنجليزية)